# ウクライナの教育
ウクライナの教育は、ウクライナの幼児教育、初等・中等教育、高等教育、大学院教育を包含する制度であり、ウクライナ教育科学省が管轄する。2018年以降、新入生は12年間の教育課程を履修し、6歳から教育が開始される（9月1日以降に誕生日を迎える場合を除く）。2023/24年度の初等・中等教育の生徒数は約400万人、高等教育は約150万人である。

## ウクライナの教育制度
ウクライナの教育制度は、幼児教育、初等教育、中等教育、高等教育、大学院教育の5段階に分かれる。

### 幼児教育
幼児教育は1～6歳を対象とし、2023年時点で約60%の子供が幼稚園に通う。都市部では施設が充実しているが、農村部ではアクセスが課題である。政府は2020年代に幼児教育の拡充を進め、UNICEFの支援を受けている。

### 初等・中等教育
初等・中等教育は6～18歳を対象とし、2018年以降は12学年制が採用されている。教育段階は以下の通り：
- 初等教育（1～4年、6～10歳）：読み書き、算数、ウクライナ語などの基礎を学ぶ。
- 中等教育（基礎）（5～9年、10～15歳）：科学、歴史、外国語など幅広い教科を履修。
- 中等教育（上級）（10～12年、15～18歳）：大学進学や職業訓練の準備。

学校は市と国家の予算で運営され、2020年以降は予算の自主管理が認められている。カリキュラムにはウクライナ語、ウクライナ文学、外国語、数学、科学、歴史、体育、芸術が含まれる。9年次と12年次に独立政府試験（IGT）が行われ、12年次のIGTは大学入試の基準となる。

### 高等教育
高等教育は国公立および私立の大学で提供され、ボローニャ・プロセスに基づく学士（4年）と修士（5～6年）の学位がある。2023年時点で約150万人が在籍し、主要大学にはキエフ国立大学やハルキウ国立大学がある。成績優秀者（5段階評価で4以上）には奨学金が支給され、地方出身者向けに寮が提供される。

### 大学院教育
修士取得後、大学院（アスピラントゥーラ）で「科学候補」（Kandydat Nauk、Ph.D.相当）を目指し、さらなる研究で「科学博士」（Doctor Nauk）を修得可能。科学候補には査読論文5本以上と学位論文が必要で、科学博士には10年以上の研究を要する。

## 評価制度
ウクライナの識字率は99.8%（2023年）。学校は12段階評価（1～12、12が最高）を採用し、大学は5段階（5=優秀～2=不可）および0～100点の併用評価を使用：
- 90～100：5（A）
- 74～89：4（B、C）
- 60～73：3（D、E）
- 0～59：2（F）

## 教育機関の使用言語
2017年の教育法により、5年次以降の教育は原則ウクライナ語で実施されるが、英語やEU言語の科目は例外。2020年の改正で、少数言語（例: ハンガリー語、ルーマニア語）の教育は5年次まで全面許可され、以降はウクライナ語の割合が増加（12年次で60%）。この法律はハンガリーやルーマニアから少数民族の教育権を制限すると批判されたが、ウクライナは欧州基準に準拠し、国家統一と文化的アイデンティティの強化を強調している。2023/24年度、98.4%の学校（12,155校）がウクライナ語で教育を実施した。

## 国際学生の教育
ウクライナは医学や工学の教育で知られ、2023年時点で約50,000人の留学生（主にインド、ナイジェリア、モロッコ出身）が学ぶ。キエフ国立大学やボフダン・フメリニツキー国立医科大学は英語プログラムを提供し、学費の安さが魅力である。ロシア侵攻後は留学生数が減少したが、オンラインコースの拡充で対応している。

## ロシア侵攻中の教育
2022年のロシア侵攻により、約550万人の子供の教育が影響を受けた。2022年4月までに1,000以上の教育施設が被害を受け、100校以上が完全破壊された。政府はオンライン学習を導入し、2022/23年度には51%の学校が対面授業を再開したが、防空壕のない地域や国境付近ではオンラインを継続。
教師の献身やUNICEFの支援により、オンライン教材や心理的サポートが提供されている。2023年までに約2,000校が再建または修復され、国際支援によりデジタル学習環境が整備された。しかし、デジタル格差や避難民の子供の教育機会喪失が課題である。
2022年、ロシアの作家の作品がカリキュラムから削除され、ウクライナの文化的アイデンティティ強化が重視された。